# Maison de la Francité
La Francité définition : caractères propres à la culture française, à la communauté de la langue française (francophonie). La Maison de la Francité, à Bruxelles.
C’est en mars 1976 que Jean-Pierre Poupko, Président de la Commission Française de la Culture de l’Agglomération de Bruxelles (C.F.C., ancêtre de la COCOF) inaugura la Maison de la Francité, en présence de Lucien Outers, Président du Conseil Culturel de la Communauté Culturelle Française, et de Henri-François Van Aal, ministre de la Culture française.
À cette époque, les tensions communautaires vont croissant. Parmi les manœuvres politiques menées dans les communes flamandes à l’encontre des francophones, le déménagement forcé de la section française de l’Université de Louvain (depuis 1968), et la révision constitutionnelle de 1970, qui crée trois Communautés culturelles et trois Régions, achèvent de menacer de caducité l’unité du pays.
Au début des années 1970, Wallons et Bruxellois s’unissent et prennent diverses initiatives pour affirmer l’identité et la culture francophone, à Bruxelles et dans la partie sud du pays. Au niveau des élus politiques du pays, d’âpres discussions s’engagent, compliquant toute avancée. S’agissant de la Région bruxelloise, il faudra attendre près de vingt ans pour qu’elle soit dotée des mêmes compétences que les Régions flamande et wallonne. Vingt ans durant lesquels les élus se disputent autour de l’enjeu que représente Bruxelles pour les Flamands, qui exigent notamment la parité dans les postes exécutifs alors qu’ils y représentent une communauté minoritaire.
En attendant qu’un compromis soit signé entre les deux communautés linguistiques, en 1971, la Commission Française de la Culture (C.F.C., ancêtre de la COCOF) est mise en place à Bruxelles, pour organiser les matières culturelles, sociales, de santé et d’enseignement en Région bruxelloise. En 1989, elle deviendra la Commission communautaire française (COCOF), à la suite de la création de la Région de Bruxelles-Capitale. Installée au départ sous la tutelle de la Communauté française, la COCOF gagnera en autonomie progressivement, au fur et à mesure de divers transferts de compétences, dont la sixième réforme de l’État fut, en 2014, la dernière étape décisive.
Naissance d’un lieu au service des francophones
Il faut se remémorer ce contexte historique pour comprendre l’esprit qui présida à la création de la Maison de la Francité. En 1975, la Commission Française de la Culture (future COCOF, donc) et, en son sein, André Paris, décident d’offrir aux Bruxellois un lieu qui soit à la fois un symbole de l’identité francophone, un foyer d’activités et un centre de références en termes d’information et d’actions en faveur de la langue française. En 1976, l’institution loue pour sa « Maison de la Francité » le complexe architectural relié au prestigieux hôtel Hèle - qu’elle acquerra en 1992. Le bâtiment abrite très vite plusieurs associations culturelles francophones, comme l’imprimerie de la C.F.C., le nouveau Service de la langue française, le Centre de l’Audiovisuel à Bruxelles, Coopération par l’Éducation et la Culture, le Fonds Henry Storck et le Centre du Film sur l’Art. André Patris dirigera la maison jusqu’en 1986. Par la suite, il restera lié aux activités connexes de la maison, jusqu’en 1993, année où il prendra la présidence de la « Commission de surveillance de la règlementation linguistique » instituée par le Conseil de la Communauté française.
C’est dire si cette équipe est composée d’experts dans les matières de la linguistique et de la politique de la langue ! Tout en visant l’émancipation des citoyens grâce à la maitrise du langage, elle se concentre sur la défense des intérêts linguistiques des francophones et développe des outils pour améliorer la qualité de la langue dans l’espace public. Elle s’attache également à développer les relations entre Bruxelles et la Francophonie.
Très vite, les activités se multiplient
Des colloques sur divers aspects du français contemporain, un copieux programme de conférences et des expositions sont organisés, à côté de services permanents, comme, dès 1979, le service SOS langage (sur une suggestion du professeur Joseph Hanse) et le Centre de documentation sur la langue française.
En 1982, elle crée l’Atelier de Vocabulaire de Bruxelles, avec Michèle Lenoble-Pinson, professeure aux Facultés Saint-Louis. Son activité consistera à proposer des alternatives aux anglicismes, en s’appuyant sur le potentiel créatif du français. L’Atelier diffusera ses fiches d’anglicismes dans le trimestriel Questions de français vivant, voué à l’examen de la situation de la langue française. Ce trimestriel paraitra jusqu’en 1993, puis cèdera la place à la revue Francité.
Des activités phares : Jeux de langage et concours de textes.
Au début des années 1990, la Maison de la Francité développe deux nouvelles activités, qui draineront vers elle un immense public. L’une de ces activités majeures est emblématique des relations que la maison entretient avec le milieu de l’enseignement et de la formation : il s’agit de sa fameuse exposition de « Jeux de langage ». Démarrée en 1992, elle connait un succès immédiat. L’exposition sera itinérante pendant une dizaine d’années, et visible aux quatre coins de la Région bruxelloise.
Cette belle exposition témoigne d’un tournant dans la stratégie mise en place par la maison. Pendant de  nombreuses années, la Maison de la Francité était conduite par les défenseurs de la langue française les plus engagés. Mais au fil du temps, la conception de la langue et de sa relation avec les locuteurs s’est modifiée. Il ne s’agit plus de rechercher la pureté de la langue mais bien d’encourager son adaptation aux changements qui affectent le monde, pour en faire une langue vivante : parlée par un nombre croissant de locuteurs.
La collection « Jeux de langage » découle de cette vision. Elle fut créée par Christian Bonnert, alors qu’il était le directeur de la Maison de la Francité. Organisée conjointement avec le Service des ludothèques de la Commission communautaire française, elle se propose de rassembler l’échantillonnage le plus vaste possible de jeux centrés sur la langue française. En présentant des outils pour une approche ludique, donc plus séduisante de l’apprentissage et du perfectionnement de la langue écrite et orale, elle touche tous les publics. Environ 115 jeux étaient présentés au public, lors de la première manifestation, mais la collection n’a cessé de se compléter et de se renouveler. Avec cette activité, la Maison de la Francité entend véhiculer une image vivante de la langue, en évolution permanente et orientée vers le plaisir, sans oublier la dimension sociale inhérente au jeu de société, qui invite au dépassement de soi. Aujourd’hui, plus de 250 jeux sont proposés aux enfants, aux adultes et aux professionnels de l’enseignement, via des expositions, des ateliers organisés ponctuellement pour les professionnels ainsi que des animations.
L’autre activité qui deviendra rapidement l’un des évènements majeurs de la Maison est centrée sur la créativité et l’expression personnelle. Depuis 1996, la Maison de la Francité organise des ateliers d’écriture hebdomadaires, et dans le même élan, en 1997, elle lance son premier concours de textes annuel, sur le thème décapant de « l’exploit du siècle, concours d’écriture sportive ». Accessible à tous, dès 7 ans, celui-ci récolte aussitôt le succès, malgré les délais serrés : les participants n’ont disposé que de 3 semaines, pour écrire les 4 pages demandées. Cette première édition recueillit 450 participations ! D’emblée, le concours incite à l’écriture, plutôt qu’à la littérature. Il veut susciter une prise de parole, offrir à chacun la possibilité de s’exprimer. C’est ainsi que chaque année, la Maison de la Francité lance un nouveau concours, rivalisant d’originalité dans les thèmes proposés. En 1999, son concours proposé en prélude à « Bruxelles, ville européenne de la culture de l’an 2000 » intitulé Bruxelles, qu’est-ce que c’est ? Définition d’une ville par les gens qui y vivent, y passent ou y travaillent fait fureur : 1.700 textes sont envoyés ! Dans le numéro du Francité qui rend compte du concours (Francité n°24, été 1999), on peut lire « Vue par morceaux, hachée menu par les yeux et le cœur, la ville a été rendue en morceaux ; les 1.700 pièces, mises bout à bout, bord à bord, livrent le puzzle d’un grand miroir brisé. » Le concours aboutira à l’édition du « Dictionnaire de Bruxelles, Définition d’une ville par les gens qui y vivent y passent ou y travaillent », publié aux éditions Labor, en 2000. Le dictionnaire ajoute aux meilleurs textes du concours les contributions de trente-cinq écrivains belges, qui furent invités à y donner « leur » définition de Bruxelles. L’ouvrage est en vente à la Maison de la Francité.
Il est soutenu par des institutions francophones majeures : le Service de la langue française de la Fédération Wallonie-Bruxelles, le Parlement francophone bruxellois, le Parlement de la Fédération Wallonie-Bruxelles, la Délégation générale du Québec, l’Organisation internationale de la Francophonie.
Création de la revue Francité
Née en 1993, cette revue, que vous tenez entre les mains, a longtemps été un vrai bastion du français dans Bruxelles : tout à la fois plateforme de résistance, agenda d’activités culturelles et de parutions sur la langue française et tribune d’où linguistes, politiciens et enseignants préoccupés de la défense des intérêts linguistiques des francophones ont exprimé leurs inquiétudes et soumis leurs réflexions sur l’état du français en Belgique.

Dès le numéro 0 de Francité, le ton est donné : la Maison de la Francité mène toujours son « Combat pour la langue et la culture française ». Les numéros 14 et 15 retracent les lignes de force de l’histoire communautaire, linguistique et culturelle de la Belgique, pour pointer les dérives antidémocratiques des nationalistes flamands. En 1996, le n°16, consacré à la présentation des nouveaux organes de la Maison, déclare vouloir « convaincre les amoureux de la langue française de devenir des militants ».

Cette année-là, la Maison de la Francité crée l’Observatoire de la langue à Bruxelles (OLAB). Celui-ci se propose de « combattre toute atteinte à la présence et à la qualité du français à Bruxelles et en Communauté française, relevées par un réseau d’informateurs, en s’adressant aux responsables des faits litigieux (médias, publicitaires, administrations…) pour leur demander de modifier leur pratique ». Pendant quelques années, chaque numéro de Francité lui voue une rubrique, reprenant les observations les plus significatives, les résultats des actions menées…

En 2000, cette rubrique est prise en charge par l’Office des Consommateurs Francophones, qui recueille toute réclamation d’ordre linguistique, et en assure le suivi, lorsqu’un francophone se plaint de ne pas être servi dans sa langue, dans une administration ou chez un commerçant, mais aussi lorsqu’il découvre un texte truffé de fautes, publié en français par une institution ou un journaliste, dans le public comme dans le privé.
Mais elle ne perdurera pas longtemps : fin 2001, les administrateurs approuvent une nouvelle orientation des objectifs de la maison. En modernisant le rôle de la Maison de la Francité, ils la conduisent à mettre en avant les atouts de la langue française, sur lesquels se fonde son avenir, et en particulier, plus que la vocation d’autorité de sa grammaire, son potentiel d’innovation.
Pour pointer quelques-unes de ses prochaines actions, rappelons qu’elles concrétiseront, notamment, la promotion du multilinguisme et de la diversité culturelle, ainsi que la lutte contre le monolinguisme, qui fait la part belle à l’anglais dans l’espace public et pénalise les usagers d’autres langues internationales. La Maison de la Francité offrira aussi de mieux faire connaitre au grand public les mesures mises en place pour adapter le français aux réalités contemporaines, telles que la simplification orthographique de 1990, et la création d’équivalents français aux anglicismes. Elle créera des partenariats avec les organisations qui, en Belgique, se consacrent à l’un ou l’autre aspect de la langue française, de son enseignement, de la défense des intérêts francophones et de la promotion de la francophonie.
Pour tendre la main aux non-francophones, elle met en ligne sur son site internet un répertoire des formations de français dans la région bruxelloise et la périphérie. En 2003, elle adresse à la population bruxelloise un appel à parraineurs de fonctionnaires stagiaires à la Commission européenne originaires d’un pays candidat. L’initiative consiste à mettre ceux-ci en contact avec des familles bruxelloises francophones. Le Francité n°35, qui rapporte l’une de ces expériences, indique qu’elle fut, pour certains stagiaires, une des seules occasions de pratiquer le français durant leur séjour.
Pour autant, elle ne cessera pas de dénoncer les abus flamands et de s’occuper de la défense des droits des francophones à Bruxelles. Car au début des années 2000, son équipe veut toucher un public toujours plus large, et conserver l’esprit combatif de ses débuts. (Alors, à Bruxelles, le français est autant menacé par l’anglais que par le néerlandais.)      
D’autres activités permanentes, telles que ses tables de conversation (depuis 2003) et son stage de prise de parole (depuis 2008), continuent de fidéliser le public.

## Mission
La Maison de la Francité fait la promotion de la langue française et de la francophonie internationale, en proposant des conférences et des ateliers en français, ouverts notamment sur l’écriture et l’expression orale ou en organisant des expositions.
La Maison de la Francité occupe l’hôtel Hèle, un ancien hôtel de maître classé aux monuments et sites de la Région bruxelloise et rénové à l’identique.
En 2018, elle lance la première Web TV dédiée à la langue française et à la francophonie internationale.